# Vallée d'Almaj
La vallée d'Almaj (Valea Almăjului) est une dépression montagneuse, dans les monts du Banat. Le Banat est une région historique située au sud-ouest de la Roumanie.

## Géographie
La vallée d'Almaj est délimitée par la chaine de montagnes de Anina à l'ouest, les monts Almăj au sud, le mont Semenic (1 446 m : le plus haut point des monts Banat) au nord, et quelques hauteurs particuliers au sud (le mont Carsa : 1 152 m, le mont Cherbezu : 1 102 m, etc.).

## Population
La population est connue sous le nom d'« almăjeni » (ou « Almajois »). Ils sont actuellement 16 000 habitants, répartis dans une quinzaine de villages situés sur le flanc des montagnes, ou entre les dépressions montagneuses : Bănia, Borlovenii Noi (anciennement Breazova), Borlovenii Vechi, Bozovici, Dalboșeț, Eftimie Murgu (anciennement Rudăria), Gârbovăț (anciennement Gârboț), Lăpușnicu Mare, Moceriș, Pătaș, Prigor, Prilipeți, Putna, Șopotu Nou (anciennement Buceaua), et Șopotu Vechi.

## Histoire
Des traces d'activités humaines datant du Néolithique ont été découvertes à Cracu Otara (aujourd'hui Bănia) et Grădiște (aujourd'hui Dalboșeț).
Durant l'antiquité, la vallée fait partie de la Dacie et son histoire est celle de ce pays.
Jusqu'en 1552, Almăj (du hongrois Almás : « pommiers ») alors aussi appelé Vâlcu (« pays à loups », en graphie hongroise Valkó ) fut l'un des huit joupanats privilégiés du Banat, l'une des « valachies » autonomes régies par le jus valachicum, de confession orthodoxe et de langue roumaine (oláhszég, vlaška, vlašina...). Ces « valachies » sont plus savamment appelées « Romanies populaires » par les historiens modernes. Leurs habitants ont une longue tradition de défense de leurs droits et terroirs : bien qu'ayant perdu leur jus valachicum en 1552, les Almajois ont gardé leur esprit d'indépendance et participé à la révolution transylvaine de 1784 et aux maquis de résistance anti-fasciste dans les années 1940-1944 et anti-communiste dans les années 1949-1953. Entre 1552 et 1718, la vallée fut sous domination ottomane, puis sous administration autrichienne (1718-1867), et finalement hongroise au sein de la « double-monarchie » austro-hongroise de 1867 à 1918.